# 우키자토촌
우키자토촌(宇気郷村)은 미에현 이치시군에 있던 촌이다. 현재의 마쓰사카시 중부에 해당한다.

## 역사
- 1889년 4월 1일 - 정촌제 시행에 의해 이치시군 우키자토촌이 성립하였다.
- 1955년 3월 15일 - 오아자 유즈하라・이이후쿠다・요하라・고야마는 마쓰사카시에 편입, 오아자 오하라・가미오가와는 나가사토촌, 나카가와촌, 도요다촌, 도요치촌, 나라하촌과 신설합병해 우레시노정이 성립하여, 동일 우키자토촌은 폐지되었다.

## 참고문헌
- 角川日本地名大辞典 24 三重県